# Agrotisia subhyalina
Agrotisia subhyalina là một loài bướm đêm trong họ Noctuidae.